# Marcos Llorente
Pour les articles homonymes, voir Llorente.
Llorente  Moreno est un nom espagnol. Le premier nom de famille, en général paternel, est Llorente ; le second, en général maternel, souvent omis, est Moreno.
Marcos Llorente Moreno ((prononcé en espagnol : [ˈmaɾkoz ʎoˈɾente moˈɾeno]), né le 30 janvier 1995 à Madrid, est un footballeur espagnol qui évolue au poste de milieu de terrain et d'attaquant voire latéral droit à l'Atlético de Madrid.

## Biographie

### Jeunesse
Llorente est le fils de Paco Llorente (es) et le petit-neveu de Paco Gento, ayant tous deux évolués au Real Madrid au poste d'ailier, de même pour son grand-père Ramón Grosso qui a évolué au poste d'attaquant. Après être passé par plusieurs clubs locaux, il intègre le centre de formation du club madrilène en 2008 à l'âge de 13 ans.

### Carrière en club

#### Premiers pas avec la Castilla
Avec les catégories jeunes, il prend notamment part à la première édition de l'UEFA Youth League en 2013-2014. Ses performances dans la compétition lui permettent d'intégrer l'équipe réserve du club, le Castilla, la saison suivante.
Llorente fait ses débuts en troisième division espagnole le 24 août 2014 lors d'une défaite 2-1 contre l'Atlético de Madrid B. Il totalise finalement vingt-cinq matchs durant sa première saison et trente-sept matchs l'année suivante, inscrivant également trois buts.

#### Débuts en équipe première et prêt à Alavés
Après avoir passé l'été 2015 avec l'équipe première, apparaissant lors de matchs amicaux face à Manchester City, l'Inter Milan et Vålerenga Fotball, Llorente fait ses débuts en Liga en remplaçant Mateo Kovačić durant la victoire 3-0 des siens contre Levante le 17 octobre 2015.
Il est officiellement prêté pour un an au promu Deportivo Alavés le 10 août 2016, y disputant vingt-sept matchs de première division et atteignant la finale de la Coupe d'Espagne où son équipe s'incline face au FC Barcelone. Il prend ainsi part à la bonne saison du club qui termine également neuvième du championnat.
Peu utilisé par Zinedine Zidane malgré des qualités évidentes, Marcos Llorente gagne tout de même la Ligue des Champions 2018 avec le club Madrilène en tant que remplaçant. 

#### Transfert à l'Atlético de Madrid et confirmation.
Annoncé sur les tablettes de plusieurs clubs espagnols, c'est finalement à l'Atlético de Madrid que Marcos Llorente signe pour la saison 2019-2020. Il commence la saison en tant que milieu récupérateur cependant son entraîneur Diego Simeone voit en lui des qualités physiques et techniques évidentes pour évoluer plus haut sur le terrain. Il décide alors de le faire évoluer comme milieu offensif et même derrière l'attaquant de pointe. 
Il confirme d'ailleurs son potentiel offensif en marquant un doublé contre Liverpool en Ligue des champions. Après avoir permis à son équipe de battre les Reds et d’atteindre les quarts de finale, il devient un titulaire indiscutable des Colchoneros. Très polyvalent, il continue tout de même de jouer ponctuellement plus au cœur du jeu où ses capacités de récupération sont appréciées.
En 2021-2022 il redescend à nouveau d'un cran sur le terrain en étant régulièrement aligné sur le côté droit de la formation Madrilène que ce soit en tant que milieu droit ou latéral droit. Cependant malgré de bonnes performances il se montre moins convaincant que les saisons précédentes.

### Carrière internationale
Après être passé par la sélection espagnole des moins de 19 ans, Llorente fait ses débuts avec les espoirs lors d'une victoire 5-0 face à l'Estonie le 10 octobre 2016 dans le cadre des éliminatoires de l'Euro espoirs 2017. Il fait notamment partie du groupe finaliste de l'Euro espoirs de 2017, étant décrit comme « l'organisateur » de l'équipe espagnole lors de la compétition.
Le sélectionneur Luis Enrique le convoque pour la première fois le 6 novembre 2020. Il fait partie de la liste de 24 joueurs établie pour l'Euro 2020.
Le 11 novembre 2022, il fait partie de la sélection de 26 joueurs établie par Luis Enrique pour participer à la Coupe du monde 2022.

## Style de jeu
Initialement formé au poste de milieu de terrain défensif, Marcos Llorente peut aussi jouer dans un profil plus box-to-box en tant que milieu relayeur, voire en tant que milieu droit dans le dispositif 4-4-2 de Diego Simeone avec l'Atlético de Madrid.
Cependant au cours de la saison 2019-2020, Diego Simeone décide de repositionner Marcos Llorente beaucoup plus haut sur le terrain en tant qu'attaquant de soutien, en effet en voyant Marcos Llorente s'entraîner, Diego Simeone découvre ses qualités techniques, physiques, et sa capacité à frapper, il lui fait plus tard part de ce replacement : « Quelques semaines auparavant, le coach m'avait prévenu de ce possible repositionnement et qu'il fallait que je me tienne prêt. Quand le moment est venu, tout s'est bien passé et j'ai énormément progressé depuis. ».
Les premiers résultats se voient directement lors du match-retour des 8e de finale de la Ligue des Champions 2019-2020 contre le Liverpool FC. Rentré en cours de jeu, il inscrira un doublé et effectuera une passe décisive pour permettre à son équipe de gagner 3-2 alors qu'elle était menée 2-0 lors des prolongations, et donc d'être qualifiée pour les quarts de finale de la compétition.
Outre ses qualités techniques, Marcos Llorente est également un joueur rapide (Il a atteint une vitesse de 34.90 km/h en 2020 en Liga), ayant une bonne qualité de passes courtes ou longues. Sa capacité à frapper hors de la surface de réparation ou près des cages adverses lui permet également de marquer des buts.
Capable d'évoluer aussi en tant que latéral droit il enchaîne plusieurs matchs à ce poste à partir de la saison 2021-2022. Solide et rapide et possédant un gros volume de jeu, il s'installe peu à peu à ce poste tout en continuant à jouer plus haut par moments sur le terrain que ce soit en milieu relayeur ou milieu droit.

## Statistiques
| Saison                | Club                    | Championnat           | Championnat | Championnat | Coupe(s) nationale(s) | Coupe(s) nationale(s) | Supercoupe | Supercoupe | Compétition(s) continentale(s) | Compétition(s) continentale(s) | Compétition(s) continentale(s) | Coupe du monde des clubs | Coupe du monde des clubs | Play-offs | Play-offs | Total | Total |
| Saison                | Club                    | Division              | M.          | B.          | M.                    | B.                    | M.         | B.         | Comp.                          | M.                             | B.                             | M.                       | B.                       | M.        | B.        | M.    | B.    |
| 2014-2015             | Real Madrid Castilla    | Segunda División B    | 25          | 0           | -                     | -                     | -          | -          | -                              | -                              | -                              | -                        | -                        | -         | -         | 25    | 0     |
| 2015-2016             | Real Madrid Castilla    | Segunda División B    | 33          | 3           | -                     | -                     | -          | -          | -                              | -                              | -                              | -                        | -                        | 4         | 0         | 37    | 3     |
| Sous-total            | Sous-total              | Sous-total            | 58          | 3           | -                     | -                     | -          | -          | -                              | -                              | -                              | -                        | -                        | 4         | 0         | 62    | 3     |
| 2015-2016             | Real Madrid             | Liga                  | 2           | 0           | 1                     | 0                     | -          | -          | -                              | -                              | -                              | -                        | -                        | -         | -         | 3     | 0     |
| 2017-2018             | Real Madrid             | Liga                  | 13          | 0           | 6                     | 0                     | -          | -          | C1                             | 1                              | 0                              | -                        | -                        | -         | -         | 20    | 0     |
| 2018-2019             | Real Madrid             | Liga                  | 7           | 0           | 5                     | 1                     | -          | -          | C1                             | 2                              | 0                              | 2                        | 1                        | -         | -         | 16    | 2     |
| Sous-total            | Sous-total              | Sous-total            | 22          | 0           | 12                    | 1                     | -          | -          | -                              | 3                              | 0                              | 2                        | 1                        | -         | -         | 39    | 2     |
| 2016-2017             | Deportivo Alavés (prêt) | Liga                  | 32          | 0           | 6                     | 0                     | -          | -          | -                              | -                              | -                              | -                        | -                        | -         | -         | 38    | 0     |
| 2019-2020             | Atlético de Madrid      | Liga                  | 29          | 3           | 1                     | 0                     | 2          | 0          | C1                             | 4                              | 2                              | -                        | -                        | -         | -         | 36    | 5     |
| 2020-2021             | Atlético de Madrid      | Liga                  | 37          | 12          | -                     | -                     | -          | -          | C1                             | 8                              | 1                              | -                        | -                        | -         | -         | 45    | 13    |
| 2021-2022             | Atlético de Madrid      | Liga                  | 29          | 0           | 1                     | 0                     | 1          | 0          | C1                             | 9                              | 0                              | -                        | -                        | -         | -         | 40    | 0     |
| 2022-2023             | Atlético de Madrid      | Liga                  | 22          | 1           | 4                     | 1                     | -          | -          | C1                             | 3                              | 0                              | -                        | -                        | -         | -         | 29    | 2     |
| 2023-2024             | Atlético de Madrid      | Liga                  | 36          | 6           | 5                     | 0                     | 1          | 0          | C1                             | 8                              | 0                              | -                        | -                        | -         | -         | 50    | 6     |
| 2024-2025             | Atlético de Madrid      | Liga                  | 33          | 2           | 5                     | 1                     | 0          | 0          | C1                             | 8                              | 2                              | 3                        | 0                        | -         | -         | 49    | 5     |
| 2025-2026             | Atlético de Madrid      | Liga                  | 1           | 0           | -                     | -                     | -          | -          | C1                             | -                              | -                              | -                        | -                        | -         | -         | 1     | 0     |
| Sous-total            | Sous-total              | Sous-total            | 188         | 24          | 16                    | 2                     | 4          | 0          | -                              | 40                             | 5                              | 3                        | 0                        | -         | -         | 251   | 31    |
| Total sur la carrière | Total sur la carrière   | Total sur la carrière | 299         | 27          | 34                    | 3                     | 4          | 0          | -                              | 43                             | 5                              | 5                        | 1                        | 4         | 0         | 389   | 36    |

## Palmarès

### En club (4)
Deportivo Alavés
- Finaliste de la Coupe d'Espagne en 2017.

 Real Madrid (3)
- Vainqueur de la Coupe du monde des clubs de la FIFA en 2017 et 2018.
- Vainqueur de la Ligue des champions en 2018.

 Atlético de Madrid (1)
- Champion d'Espagne en 2021.
- Finaliste de la Supercoupe d'Espagne en 2020.

### En sélection nationale
Equipe d'Espagne Espoirs
- Finaliste du Championnat d'Europe Espoirs avec l'Espagne en 2017.